# Llibreta d'estalvis

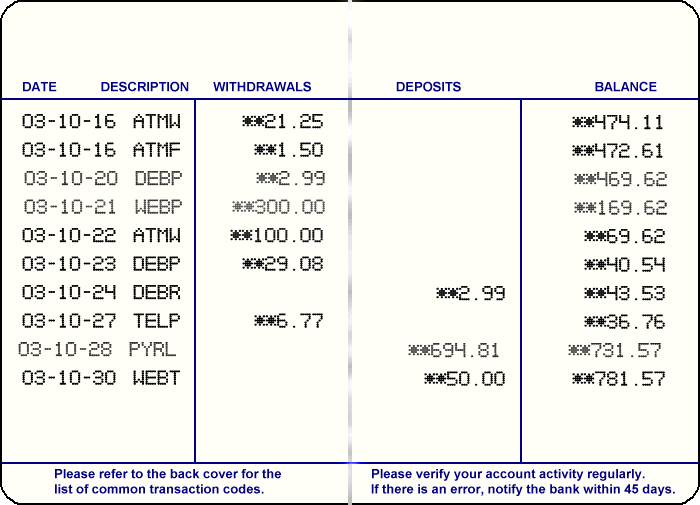
Exemple fictici de llibreta d'estalvis

Una llibreta d'estalvis és un document en forma de quadern expedit per una entitat de crèdit (banc o caixa d'estalvis) en el qual s'anoten els moviments de capital efectuats en el compte al qual està associat. Les anotacions no es fan a mà (antigament es realitzava d'aquesta manera), sinó que són efectuats per les impressores pròpies de l'entitat que l'ha emès o d'un caixer automàtic. Existeixen màquines tipus caixer que poden actualitzar una llibreta i imprimir el seu saldo.
En cada línia de detall se sol anotar la data de l'operació, el concepte, la quantitat carregada o abonada, el saldo del compte una vegada efectuada l'operació i el terminal operant (el que realitza o on es realitza l'operació).
Algunes vegades es poden usar per treure diners d'un caixer automàtic de la mateixa forma que amb una targeta de dèbit, però necessita estar habilitada la llibreta i tenir contractat aquest tipus de servei per poder operar amb un PIN (nombre d'identificació personal) en els caixers automàtics.
Normalment el PIN de la llibreta no és el mateix que el de la targeta de dèbit tret que s'efectuï prèviament el canvi.

## La desaparició de la llibreta d'estalvis a Espanya
Amb la digitalització del sector bancari i la reducció de costos en atenció a les oficines, a començament del 2023 diverses entitats espanyoles havien suprimit, o previst de fer-ho, les clàssiques llibretes d'estalvis en paper. Això va provocar que diversos col·lectius hi lluitessin en contra, en especial perquè provocava una discriminació a partir de la fractura digital per a la gent més gran. El març del 2023 la banca es va comprometre a mantenir-les per a les persones de més de 65 anys.